# Birtley
Birtley is een civil parish in het bestuurlijke gebied Northumberland, in het Engelse graafschap Northumberland.

## Elisabethville
Tijdens de Eerste Wereldoorlog bestond er in Birtley de autonome Belgische wijk Elisabethville. Tijdens de oorlog woonden er zo'n zesduizend Belgen, die er werkzaam waren in de nabijgelegen munitiefabriek. In 1915 leed het Verenigd Koninkrijk onder een groot munitietekort, het zogeheten shell scandal. De Britse regering gaf de opdracht aan de bekende Noord-Engelse staalfabriek Armstrong-Whitworth om twee nieuwe munitiefabrieken te bouwen in Birtley. De bouw startte in juli 1915.
Voor de oorlog stond België bekend als het Europese land met de meest geavanceerde munitiefabrieken. Graham Spicer, een ambtenaar van het Britse Minister van Munitie had voor de oorlog in België gewerkt en kende de capaciteiten van de Belgen. Hij suggereerde de hulp van de Belgen te vragen. Als gevolg hiervan kwamen 1000 Belgische deskundige munitie-arbeiders trainingen geven aan andere vrijwilligers. Al snel werd besloten de Belgen in te zetten in een beperkt aantal puur 'Belgische' fabrieken, om communicatieproblemen vanwege de verschillende taal te vermijden. 
De Britse regering sloot op 11 februari 1916 een akkoord met de Belgische regering-De Broqueville I (in ballingschap in Frankrijk). België zou het personeel voor de fabrieken leveren, terwijl de Britten zouden blijven instaan voor de betaling van het personeel. Daarnaast zou men ook zorgen voor de huisvesting van het Belgische personeel. Er werd een zuiver Belgische bestuursploeg geïnstalleerd in de fabriek, met een Brits team dat toezicht uitoefende en de financiën beheerde. Na de eerste duizend arbeiders werden duizenden gewonde Belgische soldaten naar Birtley om er te werken in de munitie-fabriek. Het dagelijkse beheer van de fabrieken was in handen van een Belgische bestuursploeg onder leiding van Hubert Debauche, voor de oorlog algemeen directeur van een bekende ijzer- en staalfabriek: de Société des Forges, Usines et Fonderies de Gilly in de buurt van Charleroi. Het Britse bedrijf Armstrong-Whitworth was volgens Hubert Debauche niet tevreden met de komst van de Belgen en werkte het Belgisch management tegen. De productie van granaten startte pas in augustus 1916, maar de fabriek kwam pas op volledige productiecapaciteit in 1917. Het aantal Belgen in Birtley steeg tot 3500. De Britse overheid wilde de Belgen aanvankelijk bij de Engelse inwoners van Birtley onderbrengen, maar aangezien dit niet volstond, werd beslist een nieuwe wijk aan te leggen voor de Belgen: Elisabethville, genoemd naar koningin Elisabeth. De wijk bestond uit 667 huizen met tuin en voortuin en had zijn eigen winkel, school voor 600 leerlingen en gendarmerie. De wijk werd afgesloten met een omheining en een toegangspoort met wachter om te veel "menging" tussen Belgen en Engelsen te vermijden. Na een tijd werden ook de families van de arbeiders overgebracht naar Elisabethville. Uiteindelijk zouden er zo zo'n zesduizend Birtley Belgians wonen in Elisabethville, waarvan 85% 'oorlogsgewonden'. De Belgen bleken productiever dan elke andere munitiefabriek van de National Projectile Factory in het Verenigd Koninkrijk.
Na de wapenstilstand van 1918 werden de Belgen snel gerepatrieerd en werd Elisabethville een spookdorp waar de lokale armen en daklozen (illegaal) gingen wonen. Eind 1919 koopt de autoproducent Angus-Sanderson de munitiefabriek en een deel van Elisabethville. De fabriek sluit echter al in 1921. In de jaren 30 werd Elisabethville afgebroken en kwamen er sociale woningen. Op de centrale straat (Elisabeth Avenue) na, werden alle straten (zoals de Rue d'Ypres of Rue de Bruxelles hernoemd).
Acklington · 
Acomb · 
Adderstone with Lucker · 
Akeld · 
Allendale · 
Alnham · 
Alnmouth · 
Alnwick · 
Alwinton · 
Amble by the Sea · 
Ancroft · 
Bamburgh · 
Bardon Mill · 
Bavington · 
Beadnell · 
Belford · 
Bellingham · 
Belsay · 
Berwick upon Tweed · 
Bewick · 
Biddlestone · 
Birtley · 
Blanchland · 
Bowsden · 
Branxton · 
Brinkburn · 
Broomhaugh and Riding · 
Broomley and Stocksfield · 
Bywell · 
Callaly · 
Capheaton · 
Carham · 
Cartington · 
Chatton · 
Chillingham · 
Chollerton · 
Coanwood · 
Corbridge · 
Cornhill on Tweed · 
Corsenside · 
Craster · 
Cresswell · 
Denwick · 
Doddington · 
Duddo · 
Earle · 
Easington · 
East Chevington · 
Edlingham · 
Eglingham · 
Ellingham · 
Ellington and Linton · 
Elsdon · 
Embleton · 
Ewart · 
Falstone · 
Featherstone · 
Felton · 
Ford · 
Glanton · 
Greenhead · 
Greystead · 
Haltwhistle · 
Harbottle · 
Hartburn · 
Hartleyburn · 
Hauxley · 
Haydon · 
Healey · 
Hebron · 
Heddon on the Wall · 
Hedgeley · 
Hedley · 
Henshaw · 
Hepple · 
Hepscott · 
Hesleyhurst · 
Hexham · 
Hexhamshire · 
Hollinghill · 
Holy Island · 
Horncliffe · 
Horsley · 
Humshaugh · 
Ilderton · 
Ingram · 
Kielder · 
Kilham · 
Kirknewton · 
Kirkwhelpington · 
Knaresdale with Kirkhaugh · 
Kyloe · 
Lesbury · 
Lilburn · 
Longframlington · 
Longhirst · 
Longhorsley · 
Longhoughton · 
Lowick · 
Lynemouth · 
Matfen · 
Meldon · 
Melkridge · 
Middleton · 
Milfield · 
Mitford · 
Morpeth · 
Netherton · 
Netherwitton · 
Newbrough · 
Newton by the Sea · 
Newton on the Moor and Swarland · 
Norham · 
North Sunderland · 
Nunnykirk · 
Ord · 
Otterburn · 
Ovingham · 
Ovington · 
Pegswood · 
Plenmeller with Whitfield · 
Ponteland · 
Prudhoe · 
Rennington · 
Rochester · 
Roddam · 
Rothbury · 
Rothley · 
Sandhoe · 
Shilbottle · 
Shoreswood · 
Shotley Low Quarter · 
Simonburn · 
Slaley · 
Snitter · 
Stamfordham · 
Stannington · 
Tarset · 
Thirlwall · 
Thirston · 
Thropton · 
Togston · 
Tritlington and West Chevington · 
Ulgham · 
Wall · 
Wallington Demesne · 
Warden · 
Wark · 
Warkworth · 
West Allen · 
Whalton · 
Whittingham · 
Whittington · 
Whitton and Tosson · 
Widdrington Station and Stobswood · 
Widdrington · 
Wooler · 
Wylam